# アルゼンチーナ (小惑星)
アルゼンチーナ (469 Argentina) は、小惑星帯に位置する小惑星の一つ。
ルイージ・カルネラがハイデルベルクのケーニッヒシュトゥール天文台で発見し、彼が後に赴任したアルゼンチンから名づけられた。